# Copa Santa Fe 2017
La Copa Santa Fe 2017 fue la segunda edición de esa competición oficial, organizada por la Federación Santafesina de Fútbol, en la que participan los equipos de la provincia de Santa Fe de todas las divisiones del fútbol argentino junto con los representantes de cada liga regional de la provincia.
Consagró campeón al Club Atlético Rosario Central, club afiliado a la Asociación Rosarina de Fútbol y participante de la Primera División, que logró de esta manera su primer título.

## Formato
El torneo se desarrolló plenamente bajo un formato de eliminación directa donde cada equipo enfrentaba a su rival de turno a partido único o en partidos de ida y vuelta. Si una serie finalizó empatada en el global, se definió por penales.
En la primera etapa, los representantes de las 19 ligas regionales se enfrentaron al equipo de su misma liga en llaves a doble partido. Los ganadores avanzaron a la segunda etapa en la que se les sumaron cuatro equipos participantes del Torneo Federal B, el equipo participante de la Primera D, los representantes de la Copa Federación y un representante de la Liga Departamental San Martín. En la tercera etapa, los equipos clasificados de la segunda etapa se les sumaron los equipos participantes del Torneo Federal A, los otros cuatro equipos participantes del Torneo Federal B y el equipo participante de la Primera C.
En la fase final, a los equipos clasificados de la tercera etapa se les sumaron los equipos participantes de la Primera División. A partir de aquí, los 16 equipos clasificados disputaron una serie de eliminatorias (compuestas por octavos de final, cuartos de final, semifinales y final) hasta consagrar al campeón.
|                         |                         |                            | Equipos que entraron en esta fase | Equipos que provenían de la fase anterior      |
| ----------------------- | ----------------------- | -------------------------- | --- | ---------------------------------------------- |
| Fase inicial            | Fase inicial            | Primera etapa (38 equipos) | - 38 equipos de las ligas regionales. |                                                |
| Fase inicial            | Fase inicial            | Segunda etapa (28 equipos) | - 4 equipos del Torneo Federal B. - 1 equipo de la Primera D. - 1 equipo de la Liga Departamental San Martín. - 3 equipos de la Copa Federación. | - 19 equipos clasificados de la primera etapa. |
| Fase inicial            | Fase inicial            | Tercera etapa (22 equipos) | - 3 equipos del Torneo Federal A. - 4 equipos del Torneo Federal B. - 1 equipo de la Primera C.                                                  | - 14 equipos clasificados de la segunda etapa. |
| Fase final (16 equipos) | Fase final (16 equipos) | Fase final (16 equipos)    | - 5 equipos de la Primera División. | - 11 equipos clasificados de la tercera etapa. |

## Equipos participantes
| Liga                                                                          | Equipo | Ciudad                                                                                    | Departamento                                                     |                                 |                                 |                                 |
| Divisiones del fútbol argentino                                               | Divisiones del fútbol argentino                                                                                      | Divisiones del fútbol argentino                                                           | Divisiones del fútbol argentino                                  | Divisiones del fútbol argentino | Divisiones del fútbol argentino | Divisiones del fútbol argentino |
| ----------------------------------------------------------------------------- | --- | ----------------------------------------------------------------------------------------- | ---------------------------------------------------------------- | ------------------------------- | ------------------------------- | ------------------------------- |
| Primera División 1.ª categoría 5 equipos                                      | Atlético de Rafaela Newell's Old Boys Rosario Central Colón Unión                                                    | Rafaela Rosario Santa Fe                                                                  | Castellanos Rosario La Capital                                   |                                 |                                 |                                 |
| Torneo Federal A 3.ª categoría para clubes indirectamente afiliados 3 equipos | Sportivo Las Parejas Libertad Unión                                                                                  | Las Parejas Sunchales                                                                     | Castellanos Belgrano                                             |                                 |                                 |                                 |
| Primera C 4.ª categoría para clubes directamente afiliados 1 equipo           | Central Córdoba | Rosario                                                                                   | Rosario                                                          |                                 |                                 |                                 |
| Torneo Federal B 4.ª categoría para clubes indirectamente afiliados 8 equipos | Puerto San Martín Fútbol 9 de Julio Ben Hur ADIUR Tiro Federal Atlético San Jorge Sportivo Rivadavia Coronel Aguirre | Puerto General San Martín Rafaela Rosario San Jorge Venado Tuerto Villa Gobernador Gálvez | San Lorenzo Castellanos Rosario San Martín General López Rosario |                                 |                                 |                                 |
| Primera D 5.ª categoría para clubes directamente afiliados 1 equipo           | Argentino | Rosario                                                                                   | Rosario                                                          |                                 |                                 |                                 |
| Ligas regionales de Santa Fe                                                  | |                                                                                           |                                                                  |                                 |                                 |                                 |
| Asociación Rosarina de Fútbol 2 equipos                                       | Unión General Paz | Álvarez Villa Gobernador Gálvez                                                           | Rosario                                                          |                                 |                                 |                                 |
| Liga Cañadense de Fútbol 2 equipos                                            | Defensores de Armstrong Argentino Las Parejas                                                                        | Armstrong Las Parejas                                                                     | Belgrano                                                         |                                 |                                 |                                 |
| Liga Casildense de Fútbol 2 equipos                                           | Belgrano Atlético Pujato                                                                                             | Arequito Pujato                                                                           | Caseros San Lorenzo                                              |                                 |                                 |                                 |
| Liga de Fútbol Regional del Sud 2 equipos                                     | Unión Porvenir Talleres                                                                                              | Arroyo Seco Villa Constitución                                                            | Rosario Constitución                                             |                                 |                                 |                                 |
| Liga Departamental de Fútbol San Martín 3 equipos                             | San Martín Atlético Trebolense Atlético Sastre                                                                       | Carlos Pellegrini El Trébol Sastre y Ortiz                                                | San Martín                                                       |                                 |                                 |                                 |
| Liga Deportiva del Sur 2 equipos                                              | Blanco y Negro San Martín                                                                                            | Alcorta Pavón Arriba                                                                      | Constitución                                                     |                                 |                                 |                                 |
| Liga Esperancina de Fútbol 2 equipos                                          | Argentino Atlético Pilar                                                                                             | Franck Pilar                                                                              | Las Colonias                                                     |                                 |                                 |                                 |
| Liga Galvense de Fútbol 2 equipos                                             | Unión Santa Paula | Bernardo de Irigoyen Gálvez                                                               | San Jerónimo                                                     |                                 |                                 |                                 |
| Liga Interprovincial de Fútbol 2 equipos                                      | Club Arteaga 9 de Julio                                                                                              | Arteaga Berabevú                                                                          | Caseros                                                          |                                 |                                 |                                 |
| Liga Ocampense de Fútbol 2 equipos                                            | Ex Alumnos Ocampo Fábrica                                                                                            | San Antonio de Obligado Villa Ocampo                                                      | General Obligado                                                 |                                 |                                 |                                 |
| Liga Rafaelina de Fútbol 2 equipos                                            | Florida Ferrocarril del Estado                                                                                       | Plaza Clucellas Rafaela                                                                   | Castellanos                                                      |                                 |                                 |                                 |
| Liga Reconquistense de Fútbol 2 equipos                                       | Tigre Adelante Reconquista                                                                                           | Avellaneda Reconquista                                                                    | General Obligado                                                 |                                 |                                 |                                 |
| Liga Regional Ceresina de Fútbol 2 equipos                                    | Atlético Tostado Libertad Trinidad                                                                                   | Tostado Villa Trinidad                                                                    | Nueve de Julio San Cristóbal                                     |                                 |                                 |                                 |
| Liga Regional Paivense de Fútbol 2 equipos                                    | San Martín Polideportivo Videla                                                                                      | Monte Vera Videla                                                                         | La Capital San Justo                                             |                                 |                                 |                                 |
| Liga Regional Sanlorencina de Fútbol 2 equipos                                | Barrio Quinta Beltrán FC                                                                                             | Capitán Bermúdez Fray Luis Beltrán                                                        | San Lorenzo                                                      |                                 |                                 |                                 |
| Liga Regional Totorense de Fútbol 2 equipos                                   | Sportivo Belgrano Totoras Juniors                                                                                    | Oliveros Totoras                                                                          | Iriondo                                                          |                                 |                                 |                                 |
| Liga Santafesina de Fútbol 2 equipos                                          | Sanjustino Cosmos | San Justo Santa Fe                                                                        | San Justo La Capital                                             |                                 |                                 |                                 |
| Liga Venadense de Fútbol 2 equipos                                            | Atlético Elortondo General Belgrano                                                                                  | Elortondo Santa Isabel                                                                    | General López                                                    |                                 |                                 |                                 |
| Liga Verense de Fútbol 2 equipos                                              | Sarmiento Margarita Central San Javier                                                                               | Margarita San Javier                                                                      | Vera                                                             |                                 |                                 |                                 |
| Copa Federación                                                               | |                                                                                           |                                                                  |                                 |                                 |                                 |
| Copa Federación 2017 Competencia provincial 3 equipos                         | Defensores del Oeste Alianza Sport Huracán                                                                           | Esperanza Rosario Villa Ocampo                                                            | Las Colonias Rosario General Obligado                            |                                 |                                 |                                 |

## Fase inicial

### Cuadros de desarrollo

#### Llave A
|  | Primera etapa           | Primera etapa           | Primera etapa           | Primera etapa           |   |                    | Segunda etapa            | Segunda etapa            | Segunda etapa            | Segunda etapa            |  |                   | Tercera etapa            | Tercera etapa            | Tercera etapa            | Tercera etapa            |  |
|  | 6 de mayo al 17 de mayo | 6 de mayo al 17 de mayo | 6 de mayo al 17 de mayo | 6 de mayo al 17 de mayo |   |                    | 28 de mayo al 4 de junio | 28 de mayo al 4 de junio | 28 de mayo al 4 de junio | 28 de mayo al 4 de junio |  |                   | 24 de junio y 2 de julio | 24 de junio y 2 de julio | 24 de junio y 2 de julio | 24 de junio y 2 de julio |  |
|  |                         |                         |                         |                         |   |                    |                          |                          |                          |                          |  |                   |                          |                          |                          |                          |  |
|  |                         |                         |                         |                         |   |                    |                          |                          |                          |                          |  |                   |                          |                          |                          |                          |  |
|  |                         |                         |                         |                         |   |                    |                          |                          |                          |                          |  |                   |                          |                          |                          |                          |  |
|  |                         |                         |                         |                         |   |                    |                          |                          |                          |                          |  |                   |                          |                          |                          |                          |  |
|  |                         |                         |                         |                         |   |                    |                          |                          |                          |                          |  |                   |                          |                          |                          |                          |  |
|  |                         | Huracán (VO)            | 2                       | 3                       | 5 |                    |                          |                          |                          |                          |  |                   |                          |                          |                          |                          |  |
|  |                         |                         |                         |                         | 5 |                    |                          |                          |                          |                          |  |                   |                          |                          |                          |                          |  |
|  |                         |                         | Ocampo Fábrica          | 2                       | 0 | 2                  |                          |                          |                          |                          |  |                   |                          |                          |                          |                          |  |
|  | Ocampo Fábrica (p.)     | 0                       | Ocampo Fábrica          | 2                       | 0 | 2                  | 0                        | 0 (5)                    |                          |                          |  |                   |                          |                          |                          |                          |  |
|  | Ocampo Fábrica (p.)     | 0                       |                         |                         |   |                    |                          |                          |                          |                          |  |                   |                          |                          |                          |                          |  |
|  | Ex Alumnos (SAO)        | 0                       | 0                       | 0 (4)                   |   |                    |                          |                          |                          |                          |  |                   |                          |                          |                          |                          |  |
|  | Ex Alumnos (SAO)        | 0                       | 0                       | 0 (4)                   |   |                    |                          |                          |                          |                          |  | Huracán (VO) (p.) | 0                        | 4                        | 4 (5)                    |                          |  |
|  |                         |                         |                         |                         |   |                    |                          |                          |                          |                          |  | Huracán (VO) (p.) | 0                        | 4                        | 4 (5)                    |                          |  |
|  |                         |                         | Tigre (Avellaneda)      | 1                       | 3 | 4 (4)              |                          |                          |                          |                          |  |                   |                          |                          |                          |                          |  |
|  | Tigre (Avellaneda)      | 0                       | Tigre (Avellaneda)      | 1                       | 3 | 4 (4)              | 3                        | 3                        |                          |                          |  |                   |                          |                          |                          |                          |  |
|  | Tigre (Avellaneda)      | 0                       |                         |                         |   |                    |                          |                          |                          |                          |  |                   |                          |                          |                          |                          |  |
|  | Adelante Reconquista    | 2                       | 0                       | 2                       |   |                    |                          |                          |                          |                          |  |                   |                          |                          |                          |                          |  |
|  | Adelante Reconquista    | 2                       | 0                       | 2                       |   | Tigre (Avellaneda) | 1                        | 2                        | 3                        |                          |  |                   |                          |                          |                          |                          |  |
|  |                         |                         |                         |                         |   | Tigre (Avellaneda) | 1                        | 2                        | 3                        |                          |  |                   |                          |                          |                          |                          |  |
|  |                         |                         | Sarmiento Margarita     | 0                       | 0 | 0                  |                          |                          |                          |                          |  |                   |                          |                          |                          |                          |  |
|  | Sarmiento Margarita     | 2                       | Sarmiento Margarita     | 0                       | 0 | 0                  | 2                        | 4                        |                          |                          |  |                   |                          |                          |                          |                          |  |
|  | Sarmiento Margarita     | 2                       |                         |                         |   |                    |                          |                          |                          |                          |  |                   |                          |                          |                          |                          |  |
|  | Central San Javier      | 2                       | 1                       | 3                       |   |                    |                          |                          |                          |                          |  |                   |                          |                          |                          |                          |  |
|  | Central San Javier      | 2                       | 1                       | 3                       |   |                    |                          |                          |                          |                          |  |                   |                          |                          |                          |                          |  |
|  |                         |                         |                         |                         |   |                    |                          |                          |                          |                          |  |                   |                          |                          |                          |                          |  |

#### Llave B
|  | Primera etapa           | Primera etapa           | Primera etapa           | Primera etapa           |   |            | Segunda etapa            | Segunda etapa            | Segunda etapa            | Segunda etapa            |  |                 | Tercera etapa            | Tercera etapa            | Tercera etapa            | Tercera etapa            |  |
|  | 6 de mayo al 14 de mayo | 6 de mayo al 14 de mayo | 6 de mayo al 14 de mayo | 6 de mayo al 14 de mayo |   |            | 28 de mayo al 4 de junio | 28 de mayo al 4 de junio | 28 de mayo al 4 de junio | 28 de mayo al 4 de junio |  |                 | 25 de junio y 2 de julio | 25 de junio y 2 de julio | 25 de junio y 2 de julio | 25 de junio y 2 de julio |  |
|  |                         |                         |                         |                         |   |            |                          |                          |                          |                          |  |                 |                          |                          |                          |                          |  |
|  |                         |                         |                         |                         |   |            |                          |                          |                          |                          |  |                 |                          |                          |                          |                          |  |
|  | Beltrán FC              | 2                       | 3                       | 5                       |   |            |                          |                          |                          |                          |  |                 |                          |                          |                          |                          |  |
|  | Beltrán FC              | 2                       | 3                       | 5                       |   |            |                          |                          |                          |                          |  |                 |                          |                          |                          |                          |  |
|  | Barrio Quinta (CP)      | 2                       | 0                       | 2                       |   |            |                          |                          |                          |                          |  |                 |                          |                          |                          |                          |  |
|  | Barrio Quinta (CP)      | 2                       | 0                       | 2                       |   | Beltrán FC | 0                        | 2                        | 2 (5)                    |                          |  |                 |                          |                          |                          |                          |  |
|  |                         |                         |                         |                         |   | Beltrán FC | 0                        | 2                        | 2 (5)                    |                          |  |                 |                          |                          |                          |                          |  |
|  |                         |                         | Unión (Álvarez) (p.)    | 0                       | 2 | 2 (6)      |                          |                          |                          |                          |  |                 |                          |                          |                          |                          |  |
|  | Unión (Álvarez)         | 2                       | Unión (Álvarez) (p.)    | 0                       | 2 | 2 (6)      | 2                        | 4                        |                          |                          |  |                 |                          |                          |                          |                          |  |
|  | Unión (Álvarez)         | 2                       |                         |                         |   |            |                          |                          |                          |                          |  |                 |                          |                          |                          |                          |  |
|  | General Paz (VGG)       | 2                       | 1                       | 3                       |   |            |                          |                          |                          |                          |  |                 |                          |                          |                          |                          |  |
|  | General Paz (VGG)       | 2                       | 1                       | 3                       |   |            |                          |                          |                          |                          |  | Unión (Álvarez) | 2                        | 1                        | 3                        |                          |  |
|  |                         |                         |                         |                         |   |            |                          |                          |                          |                          |  | Unión (Álvarez) | 2                        | 1                        | 3                        |                          |  |
|  |                         |                         | Alianza Sport           | 1                       | 6 | 7          |                          |                          |                          |                          |  |                 |                          |                          |                          |                          |  |
|  |                         |                         | Alianza Sport           | 1                       | 6 | 7          |                          |                          |                          |                          |  |                 |                          |                          |                          |                          |  |
|  |                         |                         |                         |                         |   |            |                          |                          |                          |                          |  |                 |                          |                          |                          |                          |  |
|  |                         |                         |                         |                         |   |            |                          |                          |                          |                          |  |                 |                          |                          |                          |                          |  |
|  |                         | ADIUR                   | 1                       | 1                       | 2 |            |                          |                          |                          |                          |  |                 |                          |                          |                          |                          |  |
|  |                         |                         |                         |                         | 2 |            |                          |                          |                          |                          |  |                 |                          |                          |                          |                          |  |
|  |                         |                         | Alianza Sport           | 2                       | 1 | 3          |                          |                          |                          |                          |  |                 |                          |                          |                          |                          |  |
|  |                         |                         | Alianza Sport           | 2                       | 1 | 3          |                          |                          |                          |                          |  |                 |                          |                          |                          |                          |  |
|  |                         |                         |                         |                         |   |            |                          |                          |                          |                          |  |                 |                          |                          |                          |                          |  |
|  |                         |                         |                         |                         |   |            |                          |                          |                          |                          |  |                 |                          |                          |                          |                          |  |
|  |                         |                         |                         |                         |   |            |                          |                          |                          |                          |  |                 |                          |                          |                          |                          |  |
|  |                         |                         |                         |                         |   |            |                          |                          |                          |                          |  |                 |                          |                          |                          |                          |  |

#### Llave C
|  | Primera etapa           | Primera etapa           | Primera etapa           | Primera etapa           |   |                  | Segunda etapa           | Segunda etapa           | Segunda etapa           | Segunda etapa           |   |  | Tercera etapa    | Tercera etapa    | Tercera etapa    | Tercera etapa    |  |
|  | 7 de mayo al 13 de mayo | 7 de mayo al 13 de mayo | 7 de mayo al 13 de mayo | 7 de mayo al 13 de mayo |   |                  | 28 de mayo y 4 de junio | 28 de mayo y 4 de junio | 28 de mayo y 4 de junio | 28 de mayo y 4 de junio |   |  | 17 y 24 de junio | 17 y 24 de junio | 17 y 24 de junio | 17 y 24 de junio |  |
|  |                         |                         |                         |                         |   |                  |                         |                         |                         |                         |   |  |                  |                  |                  |                  |  |
|  |                         |                         |                         |                         |   |                  |                         |                         |                         |                         |   |  |                  |                  |                  |                  |  |
|  |                         |                         |                         |                         |   |                  |                         |                         |                         |                         |   |  |                  |                  |                  |                  |  |
|  |                         |                         |                         |                         |   |                  |                         |                         |                         |                         |   |  |                  |                  |                  |                  |  |
|  |                         |                         |                         |                         |   |                  |                         |                         |                         |                         |   |  |                  |                  |                  |                  |  |
|  |                         |                         |                         |                         |   |                  |                         |                         |                         |                         |   |  |                  |                  |                  |                  |  |
|  |                         |                         |                         |                         |   |                  |                         |                         |                         |                         |   |  |                  |                  |                  |                  |  |
|  |                         |                         |                         |                         |   |                  |                         |                         |                         |                         |   |  |                  |                  |                  |                  |  |
|  |                         |                         |                         |                         |   |                  |                         |                         |                         |                         |   |  |                  |                  |                  |                  |  |
|  |                         |                         |                         |                         |   |                  |                         |                         |                         |                         |   |  |                  |                  |                  |                  |  |
|  |                         |                         |                         |                         |   |                  |                         |                         |                         |                         |   |  |                  |                  |                  |                  |  |
|  |                         |                         |                         |                         |   |                  |                         | Atlético San Jorge      | 3                       | 6                       | 9 |  |                  |                  |                  |                  |  |
|  |                         |                         |                         |                         |   |                  |                         |                         |                         |                         | 9 |  |                  |                  |                  |                  |  |
|  |                         |                         | Unión (BdI)             | 0                       | 0 | 0                |                         |                         |                         |                         |   |  |                  |                  |                  |                  |  |
|  | Santa Paula (G)         | 2                       | Unión (BdI)             | 0                       | 0 | 0                | 0                       | 2                       |                         |                         |   |  |                  |                  |                  |                  |  |
|  | Santa Paula (G)         | 2                       |                         |                         |   |                  |                         |                         |                         |                         |   |  |                  |                  |                  |                  |  |
|  | Unión (BdI)             | 3                       | 0                       | 3                       |   |                  |                         |                         |                         |                         |   |  |                  |                  |                  |                  |  |
|  | Unión (BdI)             | 3                       | 0                       | 3                       |   | Unión (BdI) (p.) | 2                       | 2                       | 4 (9)                   |                         |   |  |                  |                  |                  |                  |  |
|  |                         |                         |                         |                         |   | Unión (BdI) (p.) | 2                       | 2                       | 4 (9)                   |                         |   |  |                  |                  |                  |                  |  |
|  |                         |                         | Atlético Trebolense     | 3                       | 1 | 4 (8)            |                         |                         |                         |                         |   |  |                  |                  |                  |                  |  |
|  | Atlético Trebolense     | 2                       | Atlético Trebolense     | 3                       | 1 | 4 (8)            | 2                       | 4                       |                         |                         |   |  |                  |                  |                  |                  |  |
|  | Atlético Trebolense     | 2                       |                         |                         |   |                  |                         |                         |                         |                         |   |  |                  |                  |                  |                  |  |
|  | San Martín (CP)         | 2                       | 1                       | 3                       |   |                  |                         |                         |                         |                         |   |  |                  |                  |                  |                  |  |
|  | San Martín (CP)         | 2                       | 1                       | 3                       |   |                  |                         |                         |                         |                         |   |  |                  |                  |                  |                  |  |
|  |                         |                         |                         |                         |   |                  |                         |                         |                         |                         |   |  |                  |                  |                  |                  |  |

#### Llave D
|  | Primera etapa           | Primera etapa           | Primera etapa           | Primera etapa           |   |                 | Segunda etapa            | Segunda etapa            | Segunda etapa            | Segunda etapa            |   |  | Tercera etapa    | Tercera etapa    | Tercera etapa    | Tercera etapa    |  |
|  | 6 de mayo al 17 de mayo | 6 de mayo al 17 de mayo | 6 de mayo al 17 de mayo | 6 de mayo al 17 de mayo |   |                 | 28 de mayo al 4 de junio | 28 de mayo al 4 de junio | 28 de mayo al 4 de junio | 28 de mayo al 4 de junio |   |  | 18 y 24 de junio | 18 y 24 de junio | 18 y 24 de junio | 18 y 24 de junio |  |
|  |                         |                         |                         |                         |   |                 |                          |                          |                          |                          |   |  |                  |                  |                  |                  |  |
|  |                         |                         |                         |                         |   |                 |                          |                          |                          |                          |   |  |                  |                  |                  |                  |  |
|  |                         |                         |                         |                         |   |                 |                          |                          |                          |                          |   |  |                  |                  |                  |                  |  |
|  |                         |                         |                         |                         |   |                 |                          |                          |                          |                          |   |  |                  |                  |                  |                  |  |
|  |                         |                         |                         |                         |   |                 |                          |                          |                          |                          |   |  |                  |                  |                  |                  |  |
|  |                         | PSM Fútbol              | 2                       | 2                       | 4 |                 |                          |                          |                          |                          |   |  |                  |                  |                  |                  |  |
|  |                         |                         |                         |                         | 4 |                 |                          |                          |                          |                          |   |  |                  |                  |                  |                  |  |
|  |                         |                         | Coronel Aguirre         | 1                       | 1 | 2               |                          |                          |                          |                          |   |  |                  |                  |                  |                  |  |
|  |                         |                         | Coronel Aguirre         | 1                       | 1 | 2               |                          |                          |                          |                          |   |  |                  |                  |                  |                  |  |
|  |                         |                         |                         |                         |   |                 |                          |                          |                          |                          |   |  |                  |                  |                  |                  |  |
|  |                         |                         |                         |                         |   |                 |                          |                          |                          |                          |   |  |                  |                  |                  |                  |  |
|  |                         |                         |                         |                         |   |                 |                          | PSM Fútbol               | 1                        | 4                        | 5 |  |                  |                  |                  |                  |  |
|  |                         |                         |                         |                         |   |                 |                          |                          |                          |                          | 5 |  |                  |                  |                  |                  |  |
|  |                         |                         | Totoras Juniors         | 1                       | 0 | 1               |                          |                          |                          |                          |   |  |                  |                  |                  |                  |  |
|  | Totoras Juniors         | 2                       | Totoras Juniors         | 1                       | 0 | 1               | 3                        | 5                        |                          |                          |   |  |                  |                  |                  |                  |  |
|  | Totoras Juniors         | 2                       |                         |                         |   |                 |                          |                          |                          |                          |   |  |                  |                  |                  |                  |  |
|  | Sportivo Belgrano (O)   | 1                       | 1                       | 2                       |   |                 |                          |                          |                          |                          |   |  |                  |                  |                  |                  |  |
|  | Sportivo Belgrano (O)   | 1                       | 1                       | 2                       |   | Totoras Juniors | 2                        | 3                        | 5                        |                          |   |  |                  |                  |                  |                  |  |
|  |                         |                         |                         |                         |   | Totoras Juniors | 2                        | 3                        | 5                        |                          |   |  |                  |                  |                  |                  |  |
|  |                         |                         | Blanco y Negro (A)      | 1                       | 2 | 3               |                          |                          |                          |                          |   |  |                  |                  |                  |                  |  |
|  | Blanco y Negro (A)      | 0                       | Blanco y Negro (A)      | 1                       | 2 | 3               | 1                        | 1                        |                          |                          |   |  |                  |                  |                  |                  |  |
|  | Blanco y Negro (A)      | 0                       |                         |                         |   |                 |                          |                          |                          |                          |   |  |                  |                  |                  |                  |  |
|  | San Martín (PA)         | 0                       | 0                       | 0                       |   |                 |                          |                          |                          |                          |   |  |                  |                  |                  |                  |  |
|  | San Martín (PA)         | 0                       | 0                       | 0                       |   |                 |                          |                          |                          |                          |   |  |                  |                  |                  |                  |  |
|  |                         |                         |                         |                         |   |                 |                          |                          |                          |                          |   |  |                  |                  |                  |                  |  |

#### Llave E
|  | Primera etapa      | Primera etapa        | Primera etapa        | Primera etapa  |   |   | Segunda etapa           | Segunda etapa           | Segunda etapa           | Segunda etapa           |   |  | Tercera etapa  | Tercera etapa  | Tercera etapa  | Tercera etapa  |  |
|  | 6 y 14 de mayo     | 6 y 14 de mayo       | 6 y 14 de mayo       | 6 y 14 de mayo |   |   | 27 de mayo y 4 de junio | 27 de mayo y 4 de junio | 27 de mayo y 4 de junio | 27 de mayo y 4 de junio |   |  | 1 y 9 de julio | 1 y 9 de julio | 1 y 9 de julio | 1 y 9 de julio |  |
|  |                    |                      |                      |                |   |   |                         |                         |                         |                         |   |  |                |                |                |                |  |
|  |                    |                      |                      |                |   |   |                         |                         |                         |                         |   |  |                |                |                |                |  |
|  |                    |                      |                      |                |   |   |                         |                         |                         |                         |   |  |                |                |                |                |  |
|  |                    |                      |                      |                |   |   |                         |                         |                         |                         |   |  |                |                |                |                |  |
|  |                    |                      |                      |                |   |   |                         |                         |                         |                         |   |  |                |                |                |                |  |
|  |                    |                      |                      |                |   |   |                         |                         |                         |                         |   |  |                |                |                |                |  |
|  |                    |                      |                      |                |   |   |                         |                         |                         |                         |   |  |                |                |                |                |  |
|  |                    |                      |                      |                |   |   |                         |                         |                         |                         |   |  |                |                |                |                |  |
|  |                    |                      |                      |                |   |   |                         |                         |                         |                         |   |  |                |                |                |                |  |
|  |                    |                      |                      |                |   |   |                         |                         |                         |                         |   |  |                |                |                |                |  |
|  |                    |                      |                      |                |   |   |                         |                         |                         |                         |   |  |                |                |                |                |  |
|  |                    |                      |                      |                |   |   |                         | Unión (Sunchales)       | 4                       | 5                       | 9 |  |                |                |                |                |  |
|  |                    |                      |                      |                |   |   |                         |                         |                         |                         | 9 |  |                |                |                |                |  |
|  |                    |                      | Defensores del Oeste | 2              | 4 | 6 |                         |                         |                         |                         |   |  |                |                |                |                |  |
|  |                    |                      | Defensores del Oeste | 2              | 4 | 6 |                         |                         |                         |                         |   |  |                |                |                |                |  |
|  |                    |                      |                      |                |   |   |                         |                         |                         |                         |   |  |                |                |                |                |  |
|  |                    |                      |                      |                |   |   |                         |                         |                         |                         |   |  |                |                |                |                |  |
|  |                    | Defensores del Oeste | 2                    | 4              | 5 |   |                         |                         |                         |                         |   |  |                |                |                |                |  |
|  |                    |                      |                      |                | 5 |   |                         |                         |                         |                         |   |  |                |                |                |                |  |
|  |                    |                      | Argentino (Franck)   | 3              | 1 | 4 |                         |                         |                         |                         |   |  |                |                |                |                |  |
|  | Atlético Pilar     | 0                    | Argentino (Franck)   | 3              | 1 | 4 | 3                       | 3                       |                         |                         |   |  |                |                |                |                |  |
|  | Atlético Pilar     | 0                    |                      |                |   |   |                         |                         |                         |                         |   |  |                |                |                |                |  |
|  | Argentino (Franck) | 4                    | 1                    | 5              |   |   |                         |                         |                         |                         |   |  |                |                |                |                |  |
|  | Argentino (Franck) | 4                    | 1                    | 5              |   |   |                         |                         |                         |                         |   |  |                |                |                |                |  |
|  |                    |                      |                      |                |   |   |                         |                         |                         |                         |   |  |                |                |                |                |  |

#### Llave F
|  | Segunda etapa           | Segunda etapa           | Segunda etapa           | Segunda etapa           |   |   | Tercera etapa            | Tercera etapa            | Tercera etapa            | Tercera etapa            |  |
|  | 25 de mayo y 7 de junio | 25 de mayo y 7 de junio | 25 de mayo y 7 de junio | 25 de mayo y 7 de junio |   |   | 24 de junio y 2 de julio | 24 de junio y 2 de julio | 24 de junio y 2 de julio | 24 de junio y 2 de julio |  |
|  |                         |                         |                         |                         |   |   |                          |                          |                          |                          |  |
|  |                         |                         |                         |                         |   |   |                          |                          |                          |                          |  |
|  |                         |                         |                         |                         |   |   |                          |                          |                          |                          |  |
|  |                         |                         |                         |                         |   |   |                          |                          |                          |                          |  |
|  |                         |                         |                         |                         |   |   |                          |                          |                          |                          |  |
|  |                         | Libertad (Sunchales)    | 1                       | 3                       | 4 |   |                          |                          |                          |                          |  |
|  |                         |                         |                         |                         | 4 |   |                          |                          |                          |                          |  |
|  |                         |                         | Atlético Sastre         | 3                       | 3 | 6 |                          |                          |                          |                          |  |
|  | Argentino (Rosario)     | 1                       | Atlético Sastre         | 3                       | 3 | 6 | 3                        | 4 (0)                    |                          |                          |  |
|  | Argentino (Rosario)     | 1                       |                         |                         |   |   | 3                        | 4 (0)                    |                          |                          |  |
|  | Atlético Sastre (p.)    | 1                       | 3                       | 4 (3)                   |   |   |                          |                          |                          |                          |  |
|  | Atlético Sastre (p.)    | 1                       | 3                       | 4 (3)                   |   |   |                          |                          |                          |                          |  |
|  |                         |                         |                         |                         |   |   |                          |                          |                          |                          |  |

#### Llave G
|  | Primera etapa            | Primera etapa           | Primera etapa           | Primera etapa           |   |                     | Segunda etapa           | Segunda etapa           | Segunda etapa           | Segunda etapa           |   |  | Tercera etapa            | Tercera etapa            | Tercera etapa            | Tercera etapa            |  |
|  | 6 de mayo al 14 de mayo  | 6 de mayo al 14 de mayo | 6 de mayo al 14 de mayo | 6 de mayo al 14 de mayo |   |                     | 28 de mayo y 3 de junio | 28 de mayo y 3 de junio | 28 de mayo y 3 de junio | 28 de mayo y 3 de junio |   |  | 18 de junio y 1 de julio | 18 de junio y 1 de julio | 18 de junio y 1 de julio | 18 de junio y 1 de julio |  |
|  |                          |                         |                         |                         |   |                     |                         |                         |                         |                         |   |  |                          |                          |                          |                          |  |
|  |                          |                         |                         |                         |   |                     |                         |                         |                         |                         |   |  |                          |                          |                          |                          |  |
|  |                          |                         |                         |                         |   |                     |                         |                         |                         |                         |   |  |                          |                          |                          |                          |  |
|  |                          |                         |                         |                         |   |                     |                         |                         |                         |                         |   |  |                          |                          |                          |                          |  |
|  |                          |                         |                         |                         |   |                     |                         |                         |                         |                         |   |  |                          |                          |                          |                          |  |
|  |                          |                         |                         |                         |   |                     |                         |                         |                         |                         |   |  |                          |                          |                          |                          |  |
|  |                          |                         |                         |                         |   |                     |                         |                         |                         |                         |   |  |                          |                          |                          |                          |  |
|  |                          |                         |                         |                         |   |                     |                         |                         |                         |                         |   |  |                          |                          |                          |                          |  |
|  |                          |                         |                         |                         |   |                     |                         |                         |                         |                         |   |  |                          |                          |                          |                          |  |
|  |                          |                         |                         |                         |   |                     |                         |                         |                         |                         |   |  |                          |                          |                          |                          |  |
|  |                          |                         |                         |                         |   |                     |                         |                         |                         |                         |   |  |                          |                          |                          |                          |  |
|  |                          |                         |                         |                         |   |                     |                         | Ben Hur                 | 0                       | 1                       | 1 |  |                          |                          |                          |                          |  |
|  |                          |                         |                         |                         |   |                     |                         |                         |                         |                         | 1 |  |                          |                          |                          |                          |  |
|  |                          |                         | Florida (Clucellas)     | 1                       | 1 | 2                   |                         |                         |                         |                         |   |  |                          |                          |                          |                          |  |
|  | Ferrocarril del Estado   | 2                       | Florida (Clucellas)     | 1                       | 1 | 2                   | 1                       | 3 (1)                   |                         |                         |   |  |                          |                          |                          |                          |  |
|  | Ferrocarril del Estado   | 2                       |                         |                         |   |                     |                         |                         |                         |                         |   |  |                          |                          |                          |                          |  |
|  | Florida (Clucellas) (p.) | 2                       | 1                       | 3 (3)                   |   |                     |                         |                         |                         |                         |   |  |                          |                          |                          |                          |  |
|  | Florida (Clucellas) (p.) | 2                       | 1                       | 3 (3)                   |   | Florida (Clucellas) | 1                       | 1                       | 2                       |                         |   |  |                          |                          |                          |                          |  |
|  |                          |                         |                         |                         |   | Florida (Clucellas) | 1                       | 1                       | 2                       |                         |   |  |                          |                          |                          |                          |  |
|  |                          |                         | Libertad Trinidad       | 0                       | 1 | 1                   |                         |                         |                         |                         |   |  |                          |                          |                          |                          |  |
|  | Atlético Tostado         | 1                       | Libertad Trinidad       | 0                       | 1 | 1                   | 1                       | 2                       |                         |                         |   |  |                          |                          |                          |                          |  |
|  | Atlético Tostado         | 1                       |                         |                         |   |                     |                         |                         |                         |                         |   |  |                          |                          |                          |                          |  |
|  | Libertad Trinidad        | 2                       | 2                       | 4                       |   |                     |                         |                         |                         |                         |   |  |                          |                          |                          |                          |  |
|  | Libertad Trinidad        | 2                       | 2                       | 4                       |   |                     |                         |                         |                         |                         |   |  |                          |                          |                          |                          |  |
|  |                          |                         |                         |                         |   |                     |                         |                         |                         |                         |   |  |                          |                          |                          |                          |  |

#### Llave H
|  | Primera etapa            | Primera etapa           | Primera etapa           | Primera etapa           |   |                     | Segunda etapa           | Segunda etapa           | Segunda etapa           | Segunda etapa           |   |  | Tercera etapa  | Tercera etapa  | Tercera etapa  | Tercera etapa  |  |
|  | 7 de mayo al 13 de mayo  | 7 de mayo al 13 de mayo | 7 de mayo al 13 de mayo | 7 de mayo al 13 de mayo |   |                     | 27 de mayo y 3 de junio | 27 de mayo y 3 de junio | 27 de mayo y 3 de junio | 27 de mayo y 3 de junio |   |  | 4 y 8 de julio | 4 y 8 de julio | 4 y 8 de julio | 4 y 8 de julio |  |
|  |                          |                         |                         |                         |   |                     |                         |                         |                         |                         |   |  |                |                |                |                |  |
|  |                          |                         |                         |                         |   |                     |                         |                         |                         |                         |   |  |                |                |                |                |  |
|  |                          |                         |                         |                         |   |                     |                         |                         |                         |                         |   |  |                |                |                |                |  |
|  |                          |                         |                         |                         |   |                     |                         |                         |                         |                         |   |  |                |                |                |                |  |
|  |                          |                         |                         |                         |   |                     |                         |                         |                         |                         |   |  |                |                |                |                |  |
|  |                          |                         |                         |                         |   |                     |                         |                         |                         |                         |   |  |                |                |                |                |  |
|  |                          |                         |                         |                         |   |                     |                         |                         |                         |                         |   |  |                |                |                |                |  |
|  |                          |                         |                         |                         |   |                     |                         |                         |                         |                         |   |  |                |                |                |                |  |
|  |                          |                         |                         |                         |   |                     |                         |                         |                         |                         |   |  |                |                |                |                |  |
|  |                          |                         |                         |                         |   |                     |                         |                         |                         |                         |   |  |                |                |                |                |  |
|  |                          |                         |                         |                         |   |                     |                         |                         |                         |                         |   |  |                |                |                |                |  |
|  |                          |                         |                         |                         |   |                     |                         | Sportivo Las Parejas    | 1                       | 2                       | 3 |  |                |                |                |                |  |
|  |                          |                         |                         |                         |   |                     |                         |                         |                         |                         | 3 |  |                |                |                |                |  |
|  |                          |                         | 9 de Julio (B)          | 2                       | 0 | 2                   |                         |                         |                         |                         |   |  |                |                |                |                |  |
|  | Atlético Pujato          | 0                       | 9 de Julio (B)          | 2                       | 0 | 2                   | 0                       | 0 (0)                   |                         |                         |   |  |                |                |                |                |  |
|  | Atlético Pujato          | 0                       |                         |                         |   |                     |                         |                         |                         |                         |   |  |                |                |                |                |  |
|  | Belgrano (Arequito) (p.) | 0                       | 0                       | 0 (2)                   |   |                     |                         |                         |                         |                         |   |  |                |                |                |                |  |
|  | Belgrano (Arequito) (p.) | 0                       | 0                       | 0 (2)                   |   | Belgrano (Arequito) | 0                       | 0                       | 0                       |                         |   |  |                |                |                |                |  |
|  |                          |                         |                         |                         |   | Belgrano (Arequito) | 0                       | 0                       | 0                       |                         |   |  |                |                |                |                |  |
|  |                          |                         | 9 de Julio (B)          | 1                       | 1 | 2                   |                         |                         |                         |                         |   |  |                |                |                |                |  |
|  | Club Arteaga             | 1                       | 9 de Julio (B)          | 1                       | 1 | 2                   | 0                       | 1 (2)                   |                         |                         |   |  |                |                |                |                |  |
|  | Club Arteaga             | 1                       |                         |                         |   |                     |                         |                         |                         |                         |   |  |                |                |                |                |  |
|  | 9 de Julio (B) (p.)      | 0                       | 1                       | 1 (3)                   |   |                     |                         |                         |                         |                         |   |  |                |                |                |                |  |
|  | 9 de Julio (B) (p.)      | 0                       | 1                       | 1 (3)                   |   |                     |                         |                         |                         |                         |   |  |                |                |                |                |  |
|  |                          |                         |                         |                         |   |                     |                         |                         |                         |                         |   |  |                |                |                |                |  |

#### Llave I
|  | Primera etapa           | Primera etapa    | Primera etapa              | Primera etapa  |   |       | Segunda etapa           | Segunda etapa           | Segunda etapa           | Segunda etapa           |       |  | Tercera etapa            | Tercera etapa            | Tercera etapa            | Tercera etapa            |  |
|  | 7 y 17 de mayo          | 7 y 17 de mayo   | 7 y 17 de mayo             | 7 y 17 de mayo |   |       | 27 de mayo y 4 de junio | 27 de mayo y 4 de junio | 27 de mayo y 4 de junio | 27 de mayo y 4 de junio |       |  | 29 de junio y 9 de julio | 29 de junio y 9 de julio | 29 de junio y 9 de julio | 29 de junio y 9 de julio |  |
|  |                         |                  |                            |                |   |       |                         |                         |                         |                         |       |  |                          |                          |                          |                          |  |
|  |                         |                  |                            |                |   |       |                         |                         |                         |                         |       |  |                          |                          |                          |                          |  |
|  |                         |                  |                            |                |   |       |                         |                         |                         |                         |       |  |                          |                          |                          |                          |  |
|  |                         |                  |                            |                |   |       |                         |                         |                         |                         |       |  |                          |                          |                          |                          |  |
|  |                         |                  |                            |                |   |       |                         |                         |                         |                         |       |  |                          |                          |                          |                          |  |
|  |                         |                  |                            |                |   |       |                         |                         |                         |                         |       |  |                          |                          |                          |                          |  |
|  |                         |                  |                            |                |   |       |                         |                         |                         |                         |       |  |                          |                          |                          |                          |  |
|  |                         |                  |                            |                |   |       |                         |                         |                         |                         |       |  |                          |                          |                          |                          |  |
|  |                         |                  |                            |                |   |       |                         |                         |                         |                         |       |  |                          |                          |                          |                          |  |
|  |                         |                  |                            |                |   |       |                         |                         |                         |                         |       |  |                          |                          |                          |                          |  |
|  |                         |                  |                            |                |   |       |                         |                         |                         |                         |       |  |                          |                          |                          |                          |  |
|  |                         |                  |                            |                |   |       |                         | Central Córdoba (R)     | 2                       | 2                       | 4 (3) |  |                          |                          |                          |                          |  |
|  |                         |                  |                            |                |   |       |                         |                         |                         |                         | 4 (3) |  |                          |                          |                          |                          |  |
|  |                         |                  | Argentino Las Parejas (p.) | 2              | 2 | 4 (4) |                         |                         |                         |                         |       |  |                          |                          |                          |                          |  |
|  |                         |                  | Argentino Las Parejas (p.) | 2              | 2 | 4 (4) |                         |                         |                         |                         |       |  |                          |                          |                          |                          |  |
|  |                         |                  |                            |                |   |       |                         |                         |                         |                         |       |  |                          |                          |                          |                          |  |
|  |                         |                  |                            |                |   |       |                         |                         |                         |                         |       |  |                          |                          |                          |                          |  |
|  |                         | Tiro Federal (R) | 1                          | 0              | 1 |       |                         |                         |                         |                         |       |  |                          |                          |                          |                          |  |
|  |                         |                  |                            |                | 1 |       |                         |                         |                         |                         |       |  |                          |                          |                          |                          |  |
|  |                         |                  | Argentino Las Parejas      | 2              | 2 | 4     |                         |                         |                         |                         |       |  |                          |                          |                          |                          |  |
|  | Argentino Las Parejas   | 1                | Argentino Las Parejas      | 2              | 2 | 4     | 1                       | 2                       |                         |                         |       |  |                          |                          |                          |                          |  |
|  | Argentino Las Parejas   | 1                |                            |                |   |       |                         |                         |                         |                         |       |  |                          |                          |                          |                          |  |
|  | Defensores de Armstrong | 1                | 0                          | 1              |   |       |                         |                         |                         |                         |       |  |                          |                          |                          |                          |  |
|  | Defensores de Armstrong | 1                | 0                          | 1              |   |       |                         |                         |                         |                         |       |  |                          |                          |                          |                          |  |
|  |                         |                  |                            |                |   |       |                         |                         |                         |                         |       |  |                          |                          |                          |                          |  |

#### Llave J
|  | Primera etapa           | Primera etapa           | Primera etapa           | Primera etapa           |   |                       | Segunda etapa           | Segunda etapa           | Segunda etapa           | Segunda etapa           |   |  | Tercera etapa    | Tercera etapa    | Tercera etapa    | Tercera etapa    |  |
|  | 6 de mayo al 17 de mayo | 6 de mayo al 17 de mayo | 6 de mayo al 17 de mayo | 6 de mayo al 17 de mayo |   |                       | 28 de mayo y 4 de junio | 28 de mayo y 4 de junio | 28 de mayo y 4 de junio | 28 de mayo y 4 de junio |   |  | 18 y 25 de junio | 18 y 25 de junio | 18 y 25 de junio | 18 y 25 de junio |  |
|  |                         |                         |                         |                         |   |                       |                         |                         |                         |                         |   |  |                  |                  |                  |                  |  |
|  |                         |                         |                         |                         |   |                       |                         |                         |                         |                         |   |  |                  |                  |                  |                  |  |
|  |                         |                         |                         |                         |   |                       |                         |                         |                         |                         |   |  |                  |                  |                  |                  |  |
|  |                         |                         |                         |                         |   |                       |                         |                         |                         |                         |   |  |                  |                  |                  |                  |  |
|  |                         |                         |                         |                         |   |                       |                         |                         |                         |                         |   |  |                  |                  |                  |                  |  |
|  |                         |                         |                         |                         |   |                       |                         |                         |                         |                         |   |  |                  |                  |                  |                  |  |
|  |                         |                         |                         |                         |   |                       |                         |                         |                         |                         |   |  |                  |                  |                  |                  |  |
|  |                         |                         |                         |                         |   |                       |                         |                         |                         |                         |   |  |                  |                  |                  |                  |  |
|  |                         |                         |                         |                         |   |                       |                         |                         |                         |                         |   |  |                  |                  |                  |                  |  |
|  |                         |                         |                         |                         |   |                       |                         |                         |                         |                         |   |  |                  |                  |                  |                  |  |
|  |                         |                         |                         |                         |   |                       |                         |                         |                         |                         |   |  |                  |                  |                  |                  |  |
|  |                         |                         |                         |                         |   |                       |                         | Sportivo Rivadavia (VT) | 2                       | 0                       | 2 |  |                  |                  |                  |                  |  |
|  |                         |                         |                         |                         |   |                       |                         |                         |                         |                         | 2 |  |                  |                  |                  |                  |  |
|  |                         |                         | General Belgrano (SI)   | 0                       | 1 | 1                     |                         |                         |                         |                         |   |  |                  |                  |                  |                  |  |
|  | Atlético Elortondo      | 1                       | General Belgrano (SI)   | 0                       | 1 | 1                     | 1                       | 2                       |                         |                         |   |  |                  |                  |                  |                  |  |
|  | Atlético Elortondo      | 1                       |                         |                         |   |                       |                         |                         |                         |                         |   |  |                  |                  |                  |                  |  |
|  | General Belgrano (SI)   | 1                       | 3                       | 4                       |   |                       |                         |                         |                         |                         |   |  |                  |                  |                  |                  |  |
|  | General Belgrano (SI)   | 1                       | 3                       | 4                       |   | General Belgrano (SI) | 0                       | 1                       | 1                       |                         |   |  |                  |                  |                  |                  |  |
|  |                         |                         |                         |                         |   | General Belgrano (SI) | 0                       | 1                       | 1                       |                         |   |  |                  |                  |                  |                  |  |
|  |                         |                         | Porvenir Talleres       | 0                       | 0 | 0                     |                         |                         |                         |                         |   |  |                  |                  |                  |                  |  |
|  | Porvenir Talleres       | 1                       | Porvenir Talleres       | 0                       | 0 | 0                     | 5                       | 6                       |                         |                         |   |  |                  |                  |                  |                  |  |
|  | Porvenir Talleres       | 1                       |                         |                         |   |                       |                         |                         |                         |                         |   |  |                  |                  |                  |                  |  |
|  | Unión (Arroyo Seco)     | 1                       | 0                       | 1                       |   |                       |                         |                         |                         |                         |   |  |                  |                  |                  |                  |  |
|  | Unión (Arroyo Seco)     | 1                       | 0                       | 1                       |   |                       |                         |                         |                         |                         |   |  |                  |                  |                  |                  |  |
|  |                         |                         |                         |                         |   |                       |                         |                         |                         |                         |   |  |                  |                  |                  |                  |  |

#### Llave K
|  | Primera etapa           | Primera etapa           | Primera etapa           | Primera etapa           |   |                 | Segunda etapa           | Segunda etapa           | Segunda etapa           | Segunda etapa           |   |  | Tercera etapa            | Tercera etapa            | Tercera etapa            | Tercera etapa            |  |
|  | 5 de mayo al 13 de mayo | 5 de mayo al 13 de mayo | 5 de mayo al 13 de mayo | 5 de mayo al 13 de mayo |   |                 | 27 de mayo y 3 de junio | 27 de mayo y 3 de junio | 27 de mayo y 3 de junio | 27 de mayo y 3 de junio |   |  | 18 de junio y 2 de julio | 18 de junio y 2 de julio | 18 de junio y 2 de julio | 18 de junio y 2 de julio |  |
|  |                         |                         |                         |                         |   |                 |                         |                         |                         |                         |   |  |                          |                          |                          |                          |  |
|  |                         |                         |                         |                         |   |                 |                         |                         |                         |                         |   |  |                          |                          |                          |                          |  |
|  |                         |                         |                         |                         |   |                 |                         |                         |                         |                         |   |  |                          |                          |                          |                          |  |
|  |                         |                         |                         |                         |   |                 |                         |                         |                         |                         |   |  |                          |                          |                          |                          |  |
|  |                         |                         |                         |                         |   |                 |                         |                         |                         |                         |   |  |                          |                          |                          |                          |  |
|  |                         |                         |                         |                         |   |                 |                         |                         |                         |                         |   |  |                          |                          |                          |                          |  |
|  |                         |                         |                         |                         |   |                 |                         |                         |                         |                         |   |  |                          |                          |                          |                          |  |
|  |                         |                         |                         |                         |   |                 |                         |                         |                         |                         |   |  |                          |                          |                          |                          |  |
|  |                         |                         |                         |                         |   |                 |                         |                         |                         |                         |   |  |                          |                          |                          |                          |  |
|  |                         |                         |                         |                         |   |                 |                         |                         |                         |                         |   |  |                          |                          |                          |                          |  |
|  |                         |                         |                         |                         |   |                 |                         |                         |                         |                         |   |  |                          |                          |                          |                          |  |
|  |                         |                         |                         |                         |   |                 |                         | 9 de Julio (R)          | 1                       | 4                       | 5 |  |                          |                          |                          |                          |  |
|  |                         |                         |                         |                         |   |                 |                         |                         |                         |                         | 5 |  |                          |                          |                          |                          |  |
|  |                         |                         | Cosmos (SF)             | 0                       | 0 | 0               |                         |                         |                         |                         |   |  |                          |                          |                          |                          |  |
|  | San Martín (MV)         | 2                       | Cosmos (SF)             | 0                       | 0 | 0               | 3                       | 5                       |                         |                         |   |  |                          |                          |                          |                          |  |
|  | San Martín (MV)         | 2                       |                         |                         |   |                 |                         |                         |                         |                         |   |  |                          |                          |                          |                          |  |
|  | Polideportivo Videla    | 0                       | 1                       | 1                       |   |                 |                         |                         |                         |                         |   |  |                          |                          |                          |                          |  |
|  | Polideportivo Videla    | 0                       | 1                       | 1                       |   | San Martín (MV) | 1                       | 1                       | 2                       |                         |   |  |                          |                          |                          |                          |  |
|  |                         |                         |                         |                         |   | San Martín (MV) | 1                       | 1                       | 2                       |                         |   |  |                          |                          |                          |                          |  |
|  |                         |                         | Cosmos (SF)             | 5                       | 6 | 11              |                         |                         |                         |                         |   |  |                          |                          |                          |                          |  |
|  | Sanjustino              | 3                       | Cosmos (SF)             | 5                       | 6 | 11              | 1                       | 4                       |                         |                         |   |  |                          |                          |                          |                          |  |
|  | Sanjustino              | 3                       |                         |                         |   |                 |                         |                         |                         |                         |   |  |                          |                          |                          |                          |  |
|  | Cosmos (SF)             | 3                       | 3                       | 6                       |   |                 |                         |                         |                         |                         |   |  |                          |                          |                          |                          |  |
|  | Cosmos (SF)             | 3                       | 3                       | 6                       |   |                 |                         |                         |                         |                         |   |  |                          |                          |                          |                          |  |
|  |                         |                         |                         |                         |   |                 |                         |                         |                         |                         |   |  |                          |                          |                          |                          |  |

### Primera etapa
| Fechas         | Local en la ida                 | Global       | Local en la vuelta       | Ida | Vuelta |
| -------------- | ------------------------------- | ------------ | ------------------------ | --- | ------ |
| 6 y 17 de mayo | Ex Alumnos (S.A. de Obligado)   | 0:0 (4:5 p.) | Ocampo Fábrica           | 0:0 | 0:0    |
| 6 y 17 de mayo | Adelante Reconquista            | 2:3          | Tigre (Avellaneda)       | 2:0 | 0:3    |
| 7 y 14 de mayo | Central San Javier              | 3:4          | Sarmiento Margarita      | 2:2 | 1:2    |
| 6 y 14 de mayo | Barrio Quinta (C. Bermúdez)     | 2:5          | Beltrán FC               | 2:2 | 0:3    |
| 7 y 13 de mayo | General Paz (V.G. Gálvez)       | 3:4          | Unión (Álvarez)          | 2:2 | 1:2    |
| 7 y 13 de mayo | Unión (Bernardo de Irigoyen)    | 3:2          | Santa Paula (Gálvez)     | 3:2 | 0:0    |
| 7 y 13 de mayo | San Martín (Carlos Pellegrini)  | 3:4          | Atlético Trebolense      | 2:2 | 1:2    |
| 6 y 14 de mayo | Sportivo Belgrano (Oliveros)    | 2:5          | Totoras Juniors          | 1:2 | 1:3    |
| 6 y 17 de mayo | San Martín (Pavón Arriba)       | 0:1          | Blanco y Negro (Alcorta) | 0:0 | 0:1    |
| 6 y 14 de mayo | Argentino (Franck)              | 5:3          | Atlético Pilar           | 4:0 | 1:3    |
| 6 y 14 de mayo | Florida (Clucellas)             | 3:3 (3:1 p.) | Ferrocarril del Estado   | 2:2 | 1:1    |
| 6 y 14 de mayo | Libertad Trinidad               | 4:2          | Atlético Tostado         | 2:1 | 2:1    |
| 7 y 13 de mayo | Belgrano (Arequito)             | 0:0 (2:0 p.) | Atlético Pujato          | 0:0 | 0:0    |
| 7 y 13 de mayo | 9 de Julio (Berabevú)           | 1:1 (3:2 p.) | Club Arteaga             | 0:1 | 1:0    |
| 7 y 17 de mayo | Defensores de Armstrong         | 1:2          | Argentino Las Parejas    | 1:1 | 0:1    |
| 7 y 17 de mayo | General Belgrano (Santa Isabel) | 4:2          | Atlético Elortondo       | 1:1 | 3:1    |
| 6 y 14 de mayo | Unión (Arroyo Seco)             | 1:6          | Porvenir Talleres        | 1:1 | 0:5    |
| 5 y 13 de mayo | Polideportivo Videla            | 1:5          | San Martín (Monte Vera)  | 0:2 | 1:3    |
| 7 y 13 de mayo | Cosmos (Santa Fe)               | 6:4          | Sanjustino               | 3:3 | 3:1    |

### Segunda etapa
| Fechas                  | Local en la ida          | Global       | Local en la vuelta              | Ida | Vuelta |
| ----------------------- | ------------------------ | ------------ | ------------------------------- | --- | ------ |
| 28 de mayo y 4 de junio | Ocampo Fábrica           | 2:5          | Huracán (Villa Ocampo)          | 2:2 | 0:3    |
| 28 de mayo y 4 de junio | Sarmiento Margarita      | 0:3          | Tigre (Avellaneda)              | 0:1 | 0:2    |
| 28 de mayo y 4 de junio | Unión (Álvarez)          | 2:2 (6:5 p.) | Beltrán FC                      | 0:0 | 2:2    |
| 28 de mayo y 4 de junio | Alianza Sport            | 3:2          | ADIUR                           | 2:1 | 1:1    |
| 28 de mayo y 4 de junio | Atlético Trebolense      | 4:4 (8:9 p.) | Unión (Bernardo de Irigoyen)    | 3:2 | 1:2    |
| 28 de mayo y 4 de junio | Coronel Aguirre          | 2:4          | Puerto San Martín Fútbol        | 1:2 | 1:2    |
| 28 de mayo y 3 de junio | Blanco y Negro (Alcorta) | 3:5          | Totoras Juniors                 | 1:2 | 2:3    |
| 27 de mayo y 4 de junio | Argentino (Franck)       | 4:6          | Defensores del Oeste            | 3:2 | 1:4    |
| 25 de mayo y 7 de junio | Atlético Sastre          | 4:4 (3:0 p.) | Argentino (Rosario)             | 1:1 | 3:3    |
| 28 de mayo y 3 de junio | Libertad Trinidad        | 1:2          | Florida (Clucellas)             | 0:1 | 1:1    |
| 27 de mayo y 3 de junio | 9 de Julio (Berabevú)    | 2:0          | Belgrano (Arequito)             | 1:0 | 1:0    |
| 27 de mayo y 4 de junio | Argentino Las Parejas    | 4:1          | Tiro Federal (Rosario)          | 2:1 | 2:0    |
| 28 de mayo y 4 de junio | Porvenir Talleres        | 0:1          | General Belgrano (Santa Isabel) | 0:0 | 0:1    |
| 27 de mayo y 3 de junio | Cosmos (Santa Fe)        | 11:2         | San Martín (Monte Vera)         | 5:1 | 6:1    |

### Tercera etapa
| Fechas                   | Local en la ida                 | Global       | Local en la vuelta        | Ida | Vuelta |
| ------------------------ | ------------------------------- | ------------ | ------------------------- | --- | ------ |
| 24 de junio y 2 de julio | Tigre (Avellaneda)              | 4:4 (4:5 p.) | Huracán (Villa Ocampo)    | 1:0 | 3:4    |
| 25 de junio y 2 de julio | Alianza Sport                   | 7:3          | Unión (Álvarez)           | 1:2 | 6:1    |
| 17 y 24 de junio         | Unión (Bernardo de Irigoyen)    | 0:9          | Atlético San Jorge        | 0:3 | 0:6    |
| 18 y 24 de junio         | Totoras Juniors                 | 1:5          | Puerto San Martín Fútbol  | 1:1 | 0:4    |
| 1 y 9 de julio           | Defensores del Oeste            | 6:9          | Unión (Sunchales)         | 2:4 | 4:5    |
| 24 de junio y 2 de julio | Atlético Sastre                 | 6:4          | Libertad (Sunchales)      | 3:1 | 3:3    |
| 18 de junio y 1 de julio | Florida (Clucellas)             | 2:1          | Ben Hur                   | 1:0 | 1:1    |
| 4 y 8 de julio           | 9 de Julio (Berabevú)           | 2:3          | Sportivo Las Parejas      | 2:1 | 0:2    |
| 29 de junio y 9 de julio | Argentino Las Parejas           | 4:4 (4:3 p.) | Central Córdoba (Rosario) | 2:2 | 2:2    |
| 18 y 25 de junio         | General Belgrano (Santa Isabel) | 1:2          | Sportivo Rivadavia (VT)   | 0:2 | 1:0    |
| 18 de junio y 2 de julio | Cosmos (Santa Fe)               | 0:5          | 9 de Julio (Rafaela)      | 0:1 | 0:4    |

## Fase final

### Cuadro de desarrollo
|  | Octavos de final             | Octavos de final           |                         |                         | Cuartos de final           | Cuartos de final           | Cuartos de final           | Cuartos de final           |  |                     | Semifinales  | Semifinales  |  |                 | Final             | Final             | Final             | Final             |  |
|  | 16 de julio al 29 de julio   | 16 de julio al 29 de julio |                         |                         | 29 de julio al 6 de agosto | 29 de julio al 6 de agosto | 29 de julio al 6 de agosto | 29 de julio al 6 de agosto |  |                     | 12 de agosto | 12 de agosto |  |                 | 4 y 20 de octubre | 4 y 20 de octubre | 4 y 20 de octubre | 4 y 20 de octubre |  |
|  |                              |                            |                         |                         |                            |                            |                            |                            |  |                     |              |              |  |                 |                   |                   |                   |                   |  |
|  |                              |                            |                         |                         |                            |                            |                            |                            |  |                     |              |              |  |                 |                   |                   |                   |                   |  |
|  | Unión (Santa Fe)             | 4                          |                         |                         |                            |                            |                            |                            |  |                     |              |              |  |                 |                   |                   |                   |                   |  |
|  | Unión (Santa Fe)             | 4                          |                         |                         |                            |                            |                            |                            |  |                     |              |              |  |                 |                   |                   |                   |                   |  |
|  | Huracán (VO)                 | 0                          |                         |                         |                            |                            |                            |                            |  |                     |              |              |  |                 |                   |                   |                   |                   |  |
|  | Huracán (VO)                 | 0                          |                         | Unión (Santa Fe)        | 0                          | 0                          | 0                          |                            |  |                     |              |              |  |                 |                   |                   |                   |                   |  |
|  |                              |                            |                         | Unión (Santa Fe)        | 0                          | 0                          | 0                          |                            |  |                     |              |              |  |                 |                   |                   |                   |                   |  |
|  |                              |                            | Rosario Central         | 2                       | 1                          | 3                          |                            |                            |  |                     |              |              |  |                 |                   |                   |                   |                   |  |
|  | Rosario Central              | 4                          | Rosario Central         | 2                       | 1                          | 3                          |                            |                            |  |                     |              |              |  |                 |                   |                   |                   |                   |  |
|  | Rosario Central              | 4                          |                         |                         |                            |                            |                            |                            |  |                     |              |              |  |                 |                   |                   |                   |                   |  |
|  | Alianza Sport                | 0                          |                         |                         |                            |                            |                            |                            |  |                     |              |              |  |                 |                   |                   |                   |                   |  |
|  | Alianza Sport                | 0                          |                         |                         |                            |                            |                            |                            |  | Rosario Central     | 5            |              |  |                 |                   |                   |                   |                   |  |
|  |                              |                            |                         |                         |                            |                            |                            |                            |  | Rosario Central     | 5            |              |  |                 |                   |                   |                   |                   |  |
|  |                              |                            | Atlético San Jorge      | 2                       |                            |                            |                            |                            |  |                     |              |              |  |                 |                   |                   |                   |                   |  |
|  | Atlético San Jorge (p.)      | 1 (4)                      | Atlético San Jorge      | 2                       |                            |                            |                            |                            |  |                     |              |              |  |                 |                   |                   |                   |                   |  |
|  | Atlético San Jorge (p.)      | 1 (4)                      |                         |                         |                            |                            |                            |                            |  |                     |              |              |  |                 |                   |                   |                   |                   |  |
|  | PSM Fútbol                   | 1 (3)                      |                         |                         |                            |                            |                            |                            |  |                     |              |              |  |                 |                   |                   |                   |                   |  |
|  | PSM Fútbol                   | 1 (3)                      |                         | Unión (Sunchales)       | 0                          | 0                          | 0 (0)                      |                            |  |                     |              |              |  |                 |                   |                   |                   |                   |  |
|  |                              |                            |                         | Unión (Sunchales)       | 0                          | 0                          | 0 (0)                      |                            |  |                     |              |              |  |                 |                   |                   |                   |                   |  |
|  |                              |                            | Atlético San Jorge (p.) | 0                       | 0                          | 0 (3)                      |                            |                            |  |                     |              |              |  |                 |                   |                   |                   |                   |  |
|  | Unión (Sunchales)            | 2                          | Atlético San Jorge (p.) | 0                       | 0                          | 0 (3)                      |                            |                            |  |                     |              |              |  |                 |                   |                   |                   |                   |  |
|  | Unión (Sunchales)            | 2                          |                         |                         |                            |                            |                            |                            |  |                     |              |              |  |                 |                   |                   |                   |                   |  |
|  | Atlético Sastre              | 1                          |                         |                         |                            |                            |                            |                            |  |                     |              |              |  |                 |                   |                   |                   |                   |  |
|  | Atlético Sastre              | 1                          |                         |                         |                            |                            |                            |                            |  |                     |              |              |  | Rosario Central | 1                 | 2                 | 3                 |                   |  |
|  |                              |                            |                         |                         |                            |                            |                            |                            |  |                     |              |              |  | Rosario Central | 1                 | 2                 | 3                 |                   |  |
|  |                              |                            | Atlético de Rafaela     | 0                       | 2                          | 2                          |                            |                            |  |                     |              |              |  |                 |                   |                   |                   |                   |  |
|  | Atlético de Rafaela          | 3                          | Atlético de Rafaela     | 0                       | 2                          | 2                          |                            |                            |  |                     |              |              |  |                 |                   |                   |                   |                   |  |
|  | Atlético de Rafaela          | 3                          |                         |                         |                            |                            |                            |                            |  |                     |              |              |  |                 |                   |                   |                   |                   |  |
|  | Florida (Clucellas)          | 1                          |                         |                         |                            |                            |                            |                            |  |                     |              |              |  |                 |                   |                   |                   |                   |  |
|  | Florida (Clucellas)          | 1                          |                         | Sportivo Las Parejas    | 0                          | 1                          | 1 (2)                      |                            |  |                     |              |              |  |                 |                   |                   |                   |                   |  |
|  |                              |                            |                         | Sportivo Las Parejas    | 0                          | 1                          | 1 (2)                      |                            |  |                     |              |              |  |                 |                   |                   |                   |                   |  |
|  |                              |                            | Atlético de Rafaela     | 1                       | 0                          | 1 (4)                      |                            |                            |  |                     |              |              |  |                 |                   |                   |                   |                   |  |
|  | Sportivo Las Parejas         | 2                          | Atlético de Rafaela     | 1                       | 0                          | 1 (4)                      |                            |                            |  |                     |              |              |  |                 |                   |                   |                   |                   |  |
|  | Sportivo Las Parejas         | 2                          |                         |                         |                            |                            |                            |                            |  |                     |              |              |  |                 |                   |                   |                   |                   |  |
|  | Argentino Las Parejas        | 0                          |                         |                         |                            |                            |                            |                            |  |                     |              |              |  |                 |                   |                   |                   |                   |  |
|  | Argentino Las Parejas        | 0                          |                         |                         |                            |                            |                            |                            |  | Atlético de Rafaela | 1            |              |  |                 |                   |                   |                   |                   |  |
|  |                              |                            |                         |                         |                            |                            |                            |                            |  | Atlético de Rafaela | 1            |              |  |                 |                   |                   |                   |                   |  |
|  |                              |                            | Sportivo Rivadavia (VT) | 0                       |                            |                            |                            |                            |  |                     |              |              |  |                 |                   |                   |                   |                   |  |
|  | Newell's Old Boys            | 1 (3)                      | Sportivo Rivadavia (VT) | 0                       |                            |                            |                            |                            |  |                     |              |              |  |                 |                   |                   |                   |                   |  |
|  | Newell's Old Boys            | 1 (3)                      |                         |                         |                            |                            |                            |                            |  |                     |              |              |  |                 |                   |                   |                   |                   |  |
|  | Sportivo Rivadavia (VT) (p.) | 1 (4)                      |                         |                         |                            |                            |                            |                            |  |                     |              |              |  |                 |                   |                   |                   |                   |  |
|  | Sportivo Rivadavia (VT) (p.) | 1 (4)                      |                         | Sportivo Rivadavia (VT) | 1                          | 1                          | 2                          |                            |  |                     |              |              |  |                 |                   |                   |                   |                   |  |
|  |                              |                            |                         | Sportivo Rivadavia (VT) | 1                          | 1                          | 2                          |                            |  |                     |              |              |  |                 |                   |                   |                   |                   |  |
|  |                              |                            | 9 de Julio (R)          | 1                       | 0                          | 1                          |                            |                            |  |                     |              |              |  |                 |                   |                   |                   |                   |  |
|  | Colón (Santa Fe)             | 0                          | 9 de Julio (R)          | 1                       | 0                          | 1                          |                            |                            |  |                     |              |              |  |                 |                   |                   |                   |                   |  |
|  | Colón (Santa Fe)             | 0                          |                         |                         |                            |                            |                            |                            |  |                     |              |              |  |                 |                   |                   |                   |                   |  |
|  | 9 de Julio (R)               | 1                          |                         |                         |                            |                            |                            |                            |  |                     |              |              |  |                 |                   |                   |                   |                   |  |
|  | 9 de Julio (R)               | 1                          |                         |                         |                            |                            |                            |                            |  |                     |              |              |  |                 |                   |                   |                   |                   |  |
|  |                              |                            |                         |                         |                            |                            |                            |                            |  |                     |              |              |  |                 |                   |                   |                   |                   |  |

- Nota: En cada llave, el equipo que ocupa la primera línea es el que define la serie como local.

### Octavos de final
| Fecha       | Local                | Resultado    | Visitante                |  |  |
| ----------- | -------------------- | ------------ | ------------------------ |  |  |
| 23 de julio | Unión (Santa Fe)     | 4:0          | Huracán (Villa Ocampo)   |  |  |
| 22 de julio | Rosario Central      | 4:0          | Alianza Sport            |  |  |
| 22 de julio | Atlético San Jorge   | 1:1 (4:3 p.) | Puerto San Martín Fútbol |  |  |
| 16 de julio | Unión (Sunchales)    | 2:1          | Atlético Sastre          |  |  |
| 29 de julio | Atlético de Rafaela  | 3:1          | Florida (Clucellas)      |  |  |
| 23 de julio | Sportivo Las Parejas | 2:0          | Argentino Las Parejas    |  |  |
| 23 de julio | Newell's Old Boys    | 1:1 (3:4 p.) | Sportivo Rivadavia (VT)  |  |  |
| 22 de julio | Colón (Santa Fe)     | 0:1          | 9 de Julio (Rafaela)     |  |  |

### Cuartos de final
| Fechas                    | Local en la ida      | Global       | Local en la vuelta      | Ida | Vuelta |
| ------------------------- | -------------------- | ------------ | ----------------------- | --- | ------ |
| 29 de julio y 5 de agosto | Rosario Central      | 3:0          | Unión (Santa Fe)        | 2:0 | 1:0    |
| 30 de julio y 6 de agosto | Atlético San Jorge   | 0:0 (3:0 p.) | Unión (Sunchales)       | 0:0 | 0:0    |
| 3 y 6 de agosto           | Atlético de Rafaela  | 1:1 (4:2 p.) | Sportivo Las Parejas    | 1:0 | 0:1    |
| 30 de julio y 6 de agosto | 9 de Julio (Rafaela) | 1:2          | Sportivo Rivadavia (VT) | 1:1 | 0:1    |

### Semifinales
| Fecha        | Local               | Resultado | Visitante               |  |  |
| ------------ | ------------------- | --------- | ----------------------- |  |  |
| 12 de agosto | Rosario Central     | 5:2       | Atlético San Jorge      |  |  |
| 12 de agosto | Atlético de Rafaela | 1:0       | Sportivo Rivadavia (VT) |  |  |

### Final
| Fechas            | Local en la ida     | Global | Local en la vuelta | Ida | Vuelta |
| ----------------- | ------------------- | ------ | ------------------ | --- | ------ |
| 4 y 20 de octubre | Atlético de Rafaela | 2:3    | Rosario Central    | 0:1 | 2:2    |

|                                     |
|                                     |
| Campeón Rosario Central 1.er título |